# Уварово (городской округ Владимир)
Уварово — деревня во Владимирской области России, входит в состав муниципального образования город Владимир.

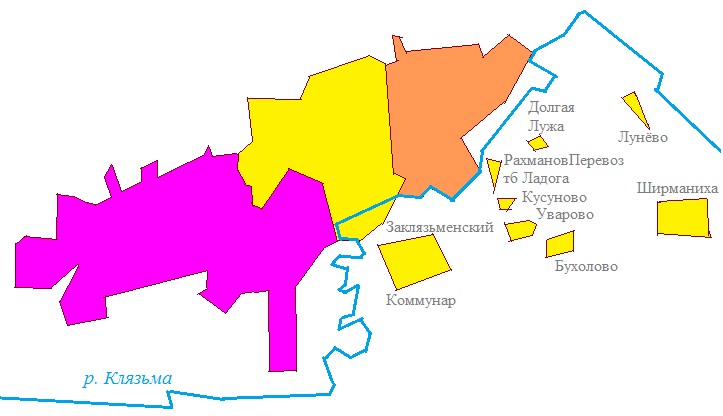
Уварово на карте города Владимира с районами
Ленинский
Октябрьский
Фрунзенский

## География
Деревня расположена в 12 км на юго-восток от города Владимира.

## История
В конце XIX — начале XX века деревня входила в состав Погребищенской волости Владимирского уезда, с 1926 года — во Владимирской волости. 
В 1859 году в деревне числилось 29 дворов, в 1905 году — 78 дворов, в 1926 году — 107 хозяйств, с/х кооператив и начальная школа.
С 1929 года деревня входила с состав Злобинского сельсовета Владимирского района, с 1965 года — в составе Пригородного сельсовета Суздальского района. В 2005 году деревня вошла в состав муниципального образования город Владимир.

## Население
| 1859 | 1905 | 1926 |
| ---- | ---- | ---- |
| 219  | 481  | 535  |

| 1859 | 1905 | 1926 | 2002 | 2010 | 2021 |
| ---- | ---- | ---- | ---- | ---- | ---- |
| 219  | ↗481 | ↗535 | ↘51  | ↗92  | ↗94  |